# Семёновская (станция метро)
«Семёновская» (до 1961 — «Ста́линская») — станция Арбатско-Покровской линии Московского метрополитена. Расположена между станциями «Партизанская» и «Электрозаводская». Находится на территории района Соколиная Гора Восточного административного округа Москвы. Конструкция станции — колонно-пилонная трёхсводчатая глубокого заложения, на момент постройки — самая глубокая станция метрополитена в Москве.
Открыта 18 января 1944 года в составе участка «Курская» — «Измайловская» (ныне «Партизанская») (третья очередь строительства). Нынешнее название дано по Семёновской площади, первоначальное («Сталинская») — по бывшему Сталинскому району Москвы.
Объект культурного наследия народов России регионального значения.

## История
История проектирования станции «Семёновская» связана с историей проектирования Покровского радиуса Московского метрополитена, который должен был начинаться возле библиотеки имени Ленина и заканчиваться в Измайлове. Первый проект Покровского радиуса появился в 1932 году. После станции «Курский вокзал» планировалось построить станции «Гороховская улица», «Бауманская площадь», «Спартаковская площадь», «Переведеновский переулок», «Электрозаводская», «Семёновская площадь», «Мироновская улица» и «Стадион». В декабре 1934 года была отменена станция «Гороховская Улица», а в марте — апреле 1935 года «Переведеновский переулок» переименовали в «Бакунинскую улицу». В генеральном плане реконструкции Москвы 1935 года были исключены станции «Спартаковская площадь» и «Мироновская улица». В июле 1937 года «Семёновская» была исключена из проекта.
Строительство линий третьей очереди началось в 1938 году. Было принято окончательное решение о строительстве «Семёновской» на том же месте, но под другим названием — «Сталинская» (по названию района Москвы). После начала Великой Отечественной войны строительство было заморожено, а сооружения использовались под убежища. 18 января 1944 года «Сталинская» была открыта в составе участка «Курская» — «Измайловская», после ввода в эксплуатацию которого в Московском метрополитене стало 28 станций.
В 1944 году на станции «Сталинская» была установлена созданная в 1936 году советским скульптором Г. Д. Лавровым пятиметровая скульптура «Спасибо товарищу Сталину за наше счастливое детство!» (известна также под названием «Сталин и Геля»).
30 ноября 1961 года станция была переименована в «Семёновскую». В 1989 году планировалось построить второй выход станции и открыть его в следующем, 1990 году. Главной целью этого плана был ремонт эскалаторов без закрытия станции.
В 1992 году был предложен проект смены названия станции на «Семёновское», однако он не был осуществлён. Станция была закрыта с 15 мая 2005 по 28 апреля 2006 года для проведения работ по замене эскалаторов, выработавших свой ресурс, и реконструкции вестибюля. Был полностью реконструирован эскалаторный наклон, установлены новые эскалаторы Е55Т. Кроме того, был обновлён фасад вестибюля, установлены новые двери, гранитное покрытие пола заменено на мраморное.
В генеральном плане Москвы, принятом в 2010 году, предусматривалось строительство в срединной части города до 2025 года Большого кольца Московского метрополитена. Согласно проекту, пересадка с кольца на Арбатско-Покровскую линию предполагалось осуществлять через станцию метро «Семёновская». Позднее проекты строительства Большого кольца и Третьего пересадочного контура были объединены. Согласно реализованному проекту, пересадка с кольца на Арбатско-Покровскую линию осуществляется через станцию метро «Электрозаводская».

## Архитектура и оформление
Конструкция станции — колонно-пилонная трёхпролётная глубокого заложения. Сооружена по индивидуальному проекту (по типоразмерам пилонной станции, однако геологическая обстановка позволила заменить каждый пилон четырьмя колоннами). Это явилось развитием творческой мысли архитекторов, целью которых было создание более удобной для пассажиров глубокой станции. В результате пространство всех залов увеличилось. Эти идеи были позже развиты в архитектурном решении станции «Курская» Кольцевой линии, где боковые станционные тоннели несколько сближаются, каждая поперечная пара колонн придвигается друг к другу и образует одну расширенную колонну. Идея раскрытия пилона до четырёх колонн по его периметру была повторена в 1983 году при строительстве станции Киевского метро Лыбедская.
Оформление посвящено теме Советской Армии и оружия (скульпторы В. И. Мухина, Н. К. Вентцель, художник В. П. Ахметьев). Колонны облицованы светлым мрамором «коелга» с вставками красно-пёстрого мрамора «нижний тагил». В орнаменте свода центрального зала отражены виды тяжёлого вооружения — танки, САУ, самолёты и так далее. Пол выложен чёрным, красным, серым и белым гранитом. Путевые стены облицованы серым с белыми прожилками мрамором «уфалей», в котором через равные промежутки сделаны треугольные вставки из зелёного слоистого песчаника. На них изображены чеканные бронзовые щиты с изображением образцов советского оружия. Торцевую стену украшает горельеф, изображающий орден «Победа» на фоне оружия и знамён с надписью «Нашей Красной Армии — Слава!» (скульптор С. Л. Рабинович). Раньше под надписью была подпись «И. Сталин», а над самим знаменем находился медальон с изображением вождя, но после разоблачения культа личности Сталина эта подпись и медальон с изображением вождя были убраны. Барельефы с изображением оружия и портретов воинов украшают путевые стены, изображения оружия украшают также потолок центрального зала. Светильники в центральном зале расположены на торшерах из зелёного мрамора с бронзовым основанием.
Наземный вестибюль, выполненный в форме арки, облицован шлифованным туфом и красным гранитом (фасад). Кассовый зал отделан белым и красным мрамором. Первоначально в верхней части фасада над входом располагался круглый барельеф с изображением Сталина, который был снят ориентировочно в 1960 году.

## Галерея
| - Павильон станции - Наземный вестибюль - Кассы и турникеты - Интерьер вестибюля |

| - Подземный зал станции - Эскалаторы после реконструкции - Гермозатвор и вход на станцию - Горельеф в торце зала - Колонны - Светильник - Посадочная платформа |

## Станция в цифрах
- Код станции — 049[2].
- Глубина заложения станции — 40 метров.
- Высота над уровнем моря — 101 метр.
- Пикет ПК082+37[22].
- По данным 1999 года, ежедневный пассажиропоток составлял 59 100 человек[23]. Согласно статистическому исследованию 2002 года, ежедневный пассажиропоток составлял: по входу — 55 800 человек, по выходу — 55 500 человек[24].
- Время открытия станции для входа пассажиров — 5 часов 30 минут, время закрытия — в 1 час ночи[25].
- Таблица времени прохождения первого поезда через станцию[26]:

| По чётным числам                     | Будние дни | Выходные дни |
| По нечётным числам                   | Будние дни | Выходные дни |
| В сторону станции «Партизанская»     | 06:00:00   | 05:59:00     |
| В сторону станции «Партизанская»     | 05:59:00   | 05:59:00     |
| В сторону станции «Электрозаводская» | 05:33:00   | 05:33:00     |
| В сторону станции «Электрозаводская» | 05:33:00   | 05:33:00     |

## Расположение
Станция метро «Семёновская» Арбатско-Покровской линии расположена между станциями «Партизанская» и «Электрозаводская». Выход в город на Семёновскую площадь.

## Наземный общественный транспорт
На этой станции можно пересесть на следующие маршруты городского пассажирского транспорта:
- Автобусы: 83, 141, 469, 552, 604, 634, с636, 702, т22, н3
- Трамваи: 11, 12, 32, 36, 46

## Станция в культуре
Станция «Семёновская» упоминается в постапокалиптическом романе Дмитрия Глуховского «Метро 2033». Согласно книге, станция входила в состав Бауманского альянса вместе с «Бауманской» и «Электрозаводской».